# Torstuna landsfiskalsdistrikt
Torstuna landsfiskalsdistrikt var 1918–1941 ett landsfiskalsdistrikt i Västmanlands län, bildat när Sveriges indelning i landsfiskalsdistrikt trädde i kraft den 1 januari 1918, enligt beslut den 7 september 1917. Landsfiskalsdistriktet avskaffades den 1 oktober 1941 (genom kungörelsen 28 juni 1941) när Sverige fick en ny indelning av landsfiskalsdistrikt. Dess ingående områden överfördes då till Heby landsfiskalsdistrikt.
Landsfiskalsdistriktet låg under länsstyrelsen i Västmanlands län.

## Ingående områden

### Från 1918
Simtuna härad:
- Altuna landskommun
- Frösthults landskommun
- Simtuna landskommun

Torstuna härad
- Härnevi landskommun
- Torstuna landskommun
- Vittinge landskommun
- Österunda landskommun